# 三合乡 (金塔县)
三合乡，是中华人民共和国甘肃省酒泉市金塔县下辖的一个乡镇级行政单位。

## 行政区划
三合乡下辖以下地区：
永光村、榆树沟村、古墩子村、下新坝村、大柳林村、红星村和天潭村。